# Don Beaupre
Donald William "Don" Beaupre, född 19 september 1961, är en kanadensisk före detta professionell ishockeymålvakt som tillbringade 17 säsonger i den nordamerikanska ishockeyligan National Hockey League, där han spelade för ishockeyorganisationerna Minnesota North Stars, Washington Capitals, Ottawa Senators och Toronto Maple Leafs. Han släppte in i genomsnitt 3,45 mål per match och höll nollan (inte släppt in ett mål under en match) 17 gånger på 667 grundspelsmatcher. Beaupre spelade också på lägre nivåer för Baltimore Skipjacks och St. John's Maple Leafs i American Hockey League (AHL), Kalamazoo Wings och Utah Grizzlies i International Hockey League (IHL), Nashville South Stars, Birmingham South Stars och Salt Lake Golden Eagles i Central Hockey League (CHL) och Sudbury Wolves i Ontario Major Junior Hockey League (OMJHL).
Han draftades i andra rundan i 1980 års draft av Minnesota North Stars som 37:e spelare totalt.